# Pashupati-zegel

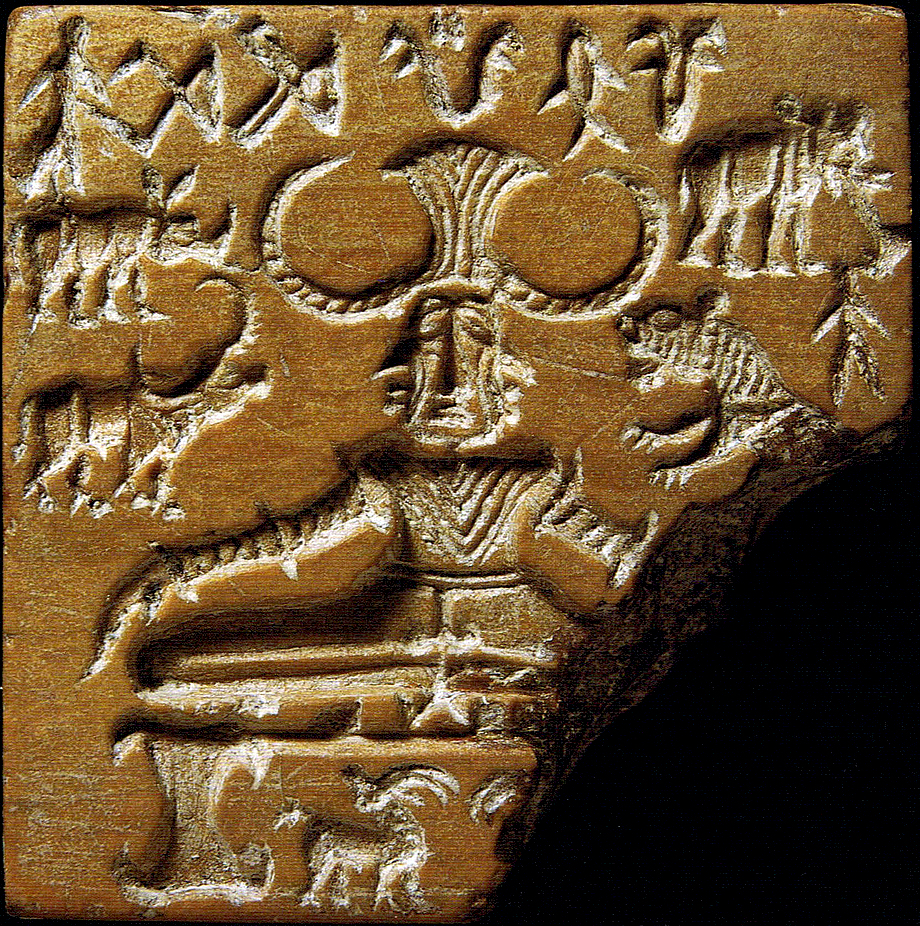
Het Pashupati-zegel

Het Pashupati-zegel of zegel 420 is een steatiet stempelzegel uit Mohenjodaro ten tijde van de Indusbeschaving. Het werd gevonden tijdens opgravingen onder leiding van Ernest J.H. Mackay in 1928-29. Het beeldt een zittend persoon af met een hoofdtooi met buffelhoorns onder tekens van het Indusschrift, omringd door een olifant, tijger, neushoorn en buffel en onder het podium twee herten. Het is gedateerd tussen 2350-2000 v.Chr. en bevindt zich in het Nationaal Museum New Delhi.

## John Marshall
Door John Marshall werd het zegel gezien als aanwijzing dat er ten tijde van de Indusbeschaving ook een mannelijk god aanbeden werd die overeenkwam met de latere Shiva:
My reasons [...] for this identification are four. In the first place the figure has three faces and that Śiva was portrayed with three as well as with more usual five faces, there are abundant examples to prove. Secondly, the head is crowned with the horns of a bull in the form of a triśūla, and both the bull and the triśūla are characteristic emblems of Śiva. Thirdly, the figure is in a typical yoga attitude, and Śiva was and still is, regarded as the Mahāyogī—the prince of Yogis. Fourthly, he is surrounded by animals, and Śiva is par excellence the “Lord of Animals” (Paśupati)—of the wild animals of the jungle, according to the Vedic meaning of the word paśu, no less than that of domesticated cattle.
Zo benoemde Marshall de figuur op het zegel als Pashupati, heer van de dieren en een van de manifestaties van Shiva uit de latere hindoemythologie. Ook de vermeende yogahouding, meer specifiek de lotushouding, zou aansluiten bij Shiva als Mahayogi. Daarnaast herkende hij een driehoofdig figuur en een trishula, een drietand. Zo kreeg het zegel de naam Pashupati-zegel. Marshall zag ook een fallus of urdhvamedhra en vergeleek deze met de linga uit het hindoeïsme, al was het mogelijk ook het uiteinde van de riem. Alles bij elkaar bracht Marshall ertoe om de afbeelding te zien als proto-Shiva. Het verkreeg de naam zegel 420 door de publicatie onder dat nummer in het werk van Mackay.
De interpretatie van Marshall is zeer invloedrijk geweest en heeft belangrijk bijgedragen aan de ideeën over de Indusreligie. Desondanks is er de nodige kritiek geweest op de verschillende onderdelen van die interpretatie. Zo plaatste Bhaskar Anand Saletore in 1939 in Identification of a Mohenjo-Daro figure al vraagtekens bij het toewijzen van latere hindoeïstische ideeën op een prehistorisch zegel. Nantmadhab Chaudhuri kwam in 1952 in The Indus People and the Indus Religion met specifiekere kritiek dat de kenmerken die Marshall beschreef pas vanaf de epische Itihasa en de Purana's met Shiva in verband werden gebracht. K.A. Nilakanta Sastri betwijfelde in 1957 in New Light on the Indus Civilization de driehoofdige interpretatie. Herbert P. Sullivan kwam in A Re-examination of the Religion of the Indus Civilization uit 1964 tot de conclusie dat het de afbeelding van een vrouw was, juist omdat een fallus zou ontbreken, omdat volgens hem een heupketting alleen door vrouwen werd gedragen en mannen altijd naakt zouden worden afgebeeld en omdat er op zegel 325 een andere proto-Shiva met een vlecht staat afgebeeld die overeen zou komen met die van een boomgodin. Hierop valt af te dingen dat de zeer waarschijnlijk mannelijke afbeelding van zegel 222 ook een heupketting draagt, terwijl mannen niet altijd naakt worden afgebeeld. Buddha Prakash stelde in Rgveda and the Indus Valley Civilization uit 1966 juist dat Visvarupa Tvastra, een manifestatie van Vishnoe die ook driehoofdig werd beschreven, werd afgebeeld. Geen van deze kritieken deed echter de interpretatie van Marshall aan invloed afnemen.

## Doris Srinivasan
Een uitgebreide analyse van Doris Srinivasan was wel van invloed. Het hoofd zag zij als mogelijk een vermenselijkt bukranion, een afbeelding van een ossenhoofd, waarbij de uitsteeksels mogelijk de oren van de stierenman zijn. Daarnaast geldt dat er meer zegels zijn met driehoofdige afbeeldingen. Deze bestaan dan echter niet uit drie gezichten, zoals zegel 420, maar uit drie gescheiden hoofden en nekken. Verder geldt dat de Rigveda, de vroegste van de Veda's, meerhoofdigheid consistent behandelt en daarbij wordt Rudra, de voorganger van Shiva, niet genoemd. Ook in de Atharvaveda wordt Rudra niet met meerdere hoofden beschreven, maar met duizend ogen. 
De houding van de persoon is enerzijds beschreven een yogahouding die uitdrukking geeft aan het yogishvara-aspect van Shiva, terwijl anderen er geen speciale betekenis aan hechten. Volgens Srinivasan is de yogahouding formeler dan andere houdingen die ook op zegels zijn afgebeeld en zijn er zegels met personen in de yogahouding met anderen in een knielende houding, zodat de yogahouding een zekere goddelijkheid suggereert.
Hoewel de omringende dieren Marshall deden denken aan Pashupati of Rudra, komt dit niet naar voren uit de Veda's. In de Rigveda is Pashupati/Pashupa beschermer van gedomesticeerde dieren, niet van wilde dieren. Rudra dreigt juist mens en dier te verwonden. Een verband met Shiva volgt dus niet uit de omringende dieren. Wel lijkt het waarschijnlijk dat de afbeelding een goddelijke stierenman weergeeft.

## Dravidische god
Volgens Marshall was de afbeelding van de proto-Shiva een dravidische pre-arische god die later werd opgenomen in het vedische pantheon. Alf Hiltebeitel ging uit van de analyse van Srinivasan en kwam tot de conclusie dat Mahisha, een buffel-asura, afgebeeld was. Ook de godin van Sullivan was gebaseerd op een dravidische interpretatie en Walter Fairservis kwam met een dravidische vertaling. Volgens hem was de tekst An-il de heerser, hij (die) verzamelde clans bijeenbrengt en betrof het dus Anil.
Asko Parpola legde de nadruk bij zijn pogingen om het Indusschrift te ontcijferen bij het teken dat voor vis moest staan en ging ook uit van de dravidische interpretatie. Voor zegel 420 leidde dit ertoe om de hoorns toe te schrijven aan de waterbuffel en kwam zo tot een associatie met Varuna, de vedische god of aditya van onder meer de oeroceaan.

## Vedische god
De dravidische interpretatie verondersteld een breuk tussen de Indusbeschaving en de vedische tijd. De Indo-Arische invasie-theorie was een vroege hypothese over deze mogelijke breuk, sindsdien wordt een migratie met geleidelijke acculturatie tussen volkeren als waarschijnlijker gezien. Vanuit het hindoenationalisme wordt ook die laatste hypothese afgewezen en wordt uitgegaan van een culturele continuïteit waarbij er sprake zou zijn geweest van inheemse Ariërs, de out-of-India-theorie. Zegel 420 zou dan geen pre-arische, maar een arische god afbeelden. De tekens zouden dan niet dravidisch, maar sanskriet moeten zijn.
Hierbij sluit de uitleg van M.V.N. Krishna Rao goed aan. Hij gebruikte de eerste foneem van de sanskriete namen van de dieren, met uitzondering van de tijger en de twee herten. Ook gebruikte hij de eerste foneem van nara (man) tweemaal en kwam zo tot makhanāśana, wat overeen zou komen met Indra.
Shikaripura Ranganatha Rao las in de tekens de tekst ra-ma-trida-ośa, aangenaam en schijnend (of brandend) op drie manieren. Zo kwam hij op de vedische vuurgod Agni.
S.P. Singh ging niet uit van sanskriet, maar van de Rigveda en zag in de omringende dieren maruts, stormgoden die zonen van Rudra waren, omdat de maruts omschreven werden als de stieren van de hemel.
Egbert Richter-Ushanas zag een analogie met de Keltische gehoornde god Cernunnos die gerelateerd zou zijn aan de vedische Viśvakarman. Zo kwam hij bij de gehoornde Ṛṣyaśṛṅga, een rishi uit de Ramayana en de Mahabharata. Deze zou geboren zijn in een meer, dat Richter-Ushanas ziet als het grote bad van Mohenjodaro.